# Miszal ibn Abd al-Aziz Al Su’ud
Miszal ibn Abd al-Aziz Al Su’ud (arab. مشعل بن عبد العزيز آل سعود; ur. 5 września 1926 w Rijadzie, zm. 3 maja 2017) – saudyjski książę, przedsiębiorca i polityk.
Był osiemnastym synem pierwszego króla Arabii Saudyjskiej – Abd al-Aziza ibn Su’uda. Jego matką była jedna z żon króla Szahida.
W latach 1951–1956 sprawował urząd ministra obrony. Od 1957 do 1960 był doradcą króla Su’uda. W latach 1963–1971 pełnił funkcję gubernatora prowincji Mekka. Od 2007 do śmierci zajmował stanowisko przewodniczącego Rady Wierności, której celem jest usprawnienie sukcesji do tronu.